# Olympo
Olympo è una serie televisiva spagnola ideata da Jan Matheu, Laia Foguet e Ibai Abad per Netflix. La serie ha debuttato il 20 giugno 2025 con la sua prima stagione.

## Trama
Ambientata nel Centro di Alto Rendimento Pirineos (CAR Pirineos), la serie segue giovani atleti spagnoli selezionati per conquistare prestigiose sponsorizzazioni legate al brand fitness Olympo e inseguire il sogno delle competizioni olimpiche. Amaia Olaberria, capitana della squadra di nuoto sincronizzato, scopre che la sua amica e compagna di coppia, Núria Bórges, ha registrato un inspiegabile miglioramento delle prestazioni. Questa scoperta la porta a sospettare un’attività di doping organizzata all’interno del centro.

## Episodi
| Stagione       | Episodi | Pubblicazione |
| -------------- | ------- | ------------- |
| Prima stagione | 8       | 2025          |

## Personaggi e interpreti
• Amaia Olaberria, interpretata da Clara Galle, doppiata da Margherita de Risi.  Capitana del team di nuoto sincronizzato, perfezionista e ambiziosa, è determinata a scoprire la verità quando sospetta l’uso di sostanze dopanti tra gli atleti.
• Zoe Moral, interpretata da Nira Osahia, doppiata da Lucrezia Marrichi.             Atleta emergente e introversa, nasconde un segreto che potrebbe mettere a rischio la sua carriera e la sua permanenza nel centro.
• Roque Pérez, interpretato da Agustín Della Corte, doppiato da Federico Bebi.  Rugbista promettente, sensibile e riflessivo, migliore amico di Amaia e Cristian, affronta il percorso di coming out e deve confrontarsi con le pressioni del mondo sportivo.
• Cristian Delallave, interpretato da Nuno Gallego, doppiato da Andrea di Maggio.  Fidanzato di Amaia e rugbista, migliore amico di Roque, a causa del suo fisico lotta contro l’insicurezza e il bisogno di approvazione in un ambiente altamente competitivo.
• Núria Bórgues, interpretata da María Romanillos, doppiata da Sara Labidi.  Migliore amica e poi rivale di Amaia nel nuoto sincronizzato, sorprende tutti con un improvviso miglioramento atletico che la pone al centro dei sospetti di Amaia. 
• Renata Aguilera, interpretata da Andy Duato, doppiata da Giorgia Brunori.  Specialista nella corsa che, con difficoltà, si avvicinerà a Zoe, è una figura determinata ma schiva a causa di un segreto che nasconde. 
• Sebas Sendón, interpretato da Juan Perales, doppiato da Mattia Nissolino.  Rugbista impulsivo e inizialmente arrogante, migliore amico di Charlie, mostra progressivamente un lato più umano e complesso avvicinandosi a Roque.
• Charlie Lago, interpretato da Martí Cordero, doppiato da Matteo Garofalo.  Rugbista energico e appariscente, migliore amico di Sebas, è un bulletto che si diverte a stuzzicare tutti i suoi compagni.
• Fátima Amazian, interpretata da Najwa Khliwa, doppiata da Margherita Rebeggiani.                                            Membro della squadra di nuoto sincronizzato, si confronta e discute spesso con Amaia.
• Hugo Texeria, interpretato da Nico Furtado, doppiato da Alessandro Campaiola.                                                     Uno dei tre scout della Olympo ed ex campione mondiale, carismatico e manipolatore che sa come attirare gli atleti dalla sua parte.
• Iker Delallave, interpretato da Jesús Rubio, doppiato da Federico Viola.          Uno dei tre scout della Olympo e fratello maggiore di Cristian, ex campione di rugby. 
• Jana Castro, interpretata da Melina Matthews, doppiata da Angela Brusa.   Uno dei tre scout della Olympo ed ex campionessa olimpica, fredda e autoritaria  che rappresenta l’immagine “pulita” del brand.

## Distribuzione
La prima stagione della serie è stata distribuita su Netflix il 20 giugno 2025.

## Accoglienza
La serie è stata accolta positivamente dagli spettatori ed è stato il contenuto più visto sulla piattaforma dal 21 al 26 giugno. La critica è stata meno generosa, assegnandole un gradimento del 43% su Rotten Tomatoes